# 하청도서관
하청도서관은 경상남도 거제시 하청면 소재의 도서관이다.

## 연혁
- 2017년 7월 11일: 하청도서관 개관

## 시설현황
- 위치: 경남 거제시 하청면 하청로 12-7
- 개관: 2017년 7월 11일
- 부지면적: 1,687㎡
- 건축면적: 지상 3층, 지상 4층 / 총면적1,097㎡

## 이용 안내
| 구 분        | 개관              | 운영시간    | 휴관              |
| ------------ | ----------------- | ----------- | ----------------- |
| 종합자료실   | 화~일요일         | 09:00~18:00 | 월요일·법정공휴일 |
| 디지털자료실 | 화~일요일         | 09:00~18:00 | 월요일·법정공휴일 |
| 학 습 실     | 화~일요일         | 08:00~23:00 | 추석·설연휴       |
| 학 습 실     | 월요일·법정공휴일 | 09:00~18:00 | 추석·설연휴       |

도서의 정리, 도서관 보수 또는 그 밖에 시장이 필요하다고 인정하는 경우 휴관